# 芦田均記念館
芦田均記念館（あしだひとしきねんかん）とは、京都府福知山市にある第47代内閣総理大臣・芦田均の記念館。映像資料、その他所持品などが展示されている。

## 沿革
京都府天田郡宮村（現在の福知山市）に生まれた芦田均は、1948年（昭和23年）に第47代内閣総理大臣を務め、1959年（昭和34年）6月19日には福知山市初の名誉市民に推挙されている。
2002年（平成14年）5月、生家に芦田均記念館が開館した。2007年（平成19年）3月、福知山市西中ノ町の御霊神社から芦田均の胸像が移設された。
2020年（令和2年）末、芦田が1958年（昭和33年）に中六人部小学校に寄贈し、2018年（平成30年）の閉校まで60年間使用されていたピアノを記念館に移動させた。2021年（令和3年）2月、記念コンサートの開催後に一般開放した。現在は記念館内でストリートピアノとして使用されている。

## 展示
館内では、同氏の映像資料のほか、首相時代の写真や、外交官時代のパスポートや著書などの資料を複数展示している。また、文化活動の場として多目的ホール・生家の一部和室を有料で貸し出している（要申込）。

## 施設概要

### 駐車場
- 一般：5台、障がい者用：1台

### 開館時間
- 9時～17時（入館は16時30分まで）

### 定休日
- 火曜日（祝日の場合は翌日）
- 年末年始（12月27日～1月4日）

### 入館料
- 無料（施設利用は一部有料）

## アクセス
- JR山陰本線・福知山線、または京都丹後鉄道宮福線福知山駅から西日本JRバス園福線「丹波岩崎」下車、徒歩10分
- JR山陰本線・福知山線、または京都丹後鉄道宮福線福知山駅から中六人部バス「野間仁田」下車、徒歩5分